# Eragrostis anacranthoides
Eragrostis anacranthoides är en gräsart som beskrevs av Thomas Arthur Cope. Eragrostis anacranthoides ingår i släktet kärleksgrässläktet, och familjen gräs.
Artens utbredningsområde är Zambia. Inga underarter finns listade i Catalogue of Life.